# اندی پیرس
اندی پیرس (انگلیسی: Andy Pearce؛ زادهٔ ۲۰ آوریل ۱۹۶۶) بازیکن فوتبال اهل بریتانیا است.
از باشگاه‌هایی که در آن بازی کرده‌است می‌توان به باشگاه فوتبال شفیلد ونزدی، باشگاه فوتبال کاونتری سیتی، باشگاه فوتبال آلدرشات تاون، و باشگاه فوتبال ویمبلدون اشاره کرد.